# Jaime Martins do Espírito Santo
Jaime Martins do Espírito Santo (Nova Serrana, 15 de maio de 1931 - 5 de março de 1997) foi um empresário, fazendeiro e político brasileiro do estado de Minas Gerais. Foi  deputado estadual em Minas Gerais, da 10ª à 13ª legislatura, pelo PDS/PFL.

## Biografia
Jaime Martins do Espirito Santo, conhecido como “Jaimão”, nasceu na fazenda do Capão, dia 15 de maio de 1931, na cidade de (Nova Serrana. É filho de Benjamim Martins do Espírito Santo (ex-prefeito de Nova Serrana) e Gumercinda Maria de Jesus. Casou-se com Maria de Lourdes Martins e teve 5 filhos: Jaime, Marisa, Maurílio, Geraldo e Luiz Cláudio. Estudou no tradicional colégio São Geraldo em Divinópolis e formou-se nos cursos técnicos de Administração de Empresas, Indústrias Siderúrgicas e Administração Política. 
Com parlamentar, iniciou sua vida pública como vereador na cidade de Nova Serrana, cargo que ocupou no período de 1958 a 1962. Já no ano de 1973 assumiu o cargo de vice-prefeito de Divinópolis cumprindo o mandato até o ano de 1977. Foi eleito deputado estadual no ano de 1982, obtendo com 29.695 votos. Em um período de quatro anos, já no seu primeiro mandato, ocupou a presidência da Comissão de Minas, Energia e Metalurgia (1983 a 1984), a presidência da Comissão de Defesa do Consumidor (1985 a 1986) e a vice-presidência da Comissão de Defesa do Meio Ambiente (1985 a 1986). Foi reeleito deputado estadual no ano de 1986 com 32.363 votos ocupou a presidência da Comissão de Economia (1989 a 1990) e a vice-presidência da Comissão de Abastecimento (1990) na Assembléia Legislativa do Estado de Minas Gerais. Com expressiva votação no ano de 1990, foi eleito para o seu terceiro mandato como deputado estadual, onde foi membro efetivo da Comissão de Agropecuária e Política Rural e da Comissão de Fiscalização Financeira e Orçamentária (1991 a 1994). Já em 1997, cumpriu seu quarto mandato como parlamentar no período de mandato de janeiro a março daquele ano.

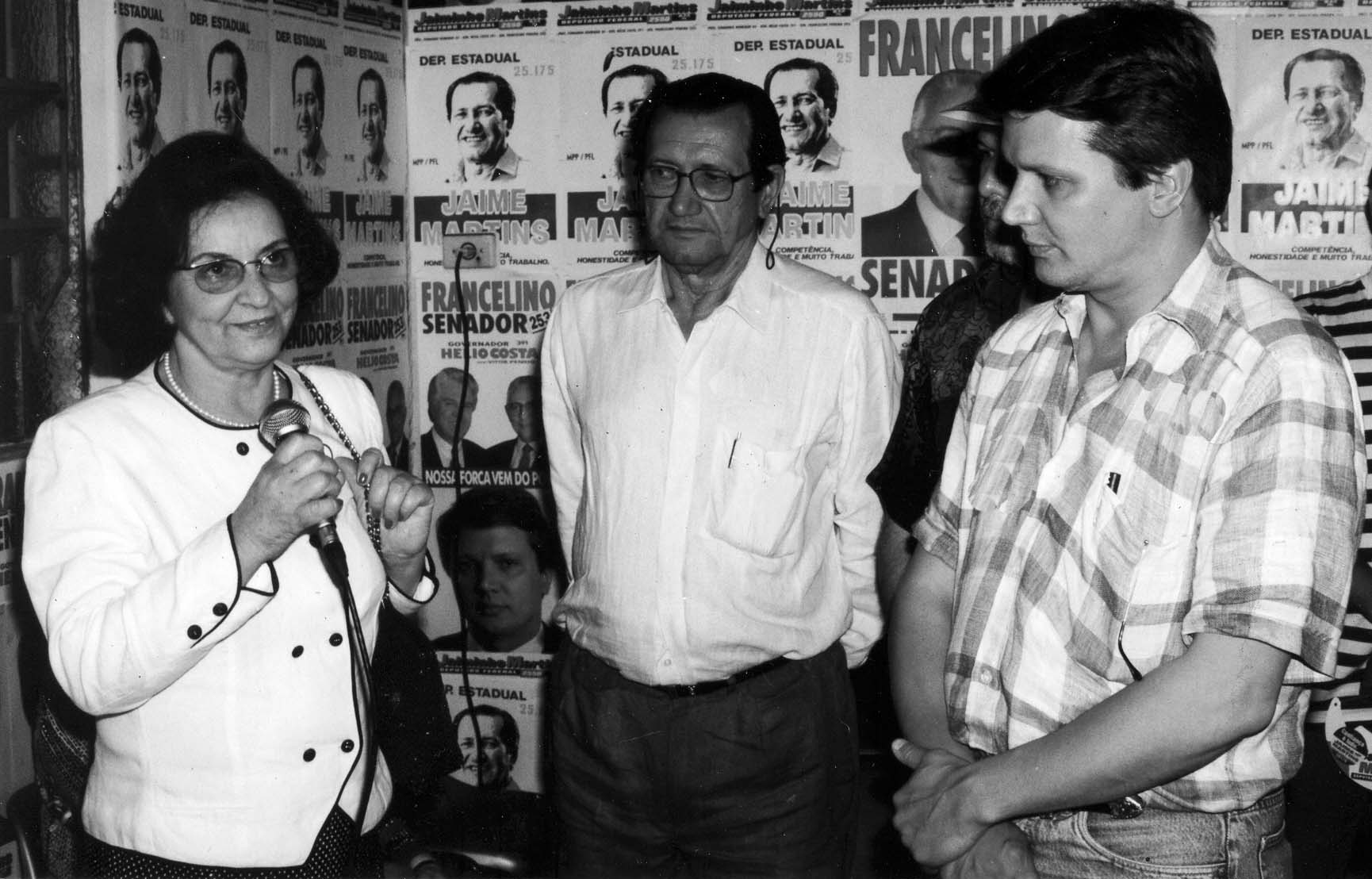
Dona Maria, Jaimão e Jaiminho participam de evento político em Divinópolis.

Jaime foi um importante fundador de empresas, particularmente no setor siderúrgico e agropecuário. Foi um dos fundadores e o primeiro presidente da ADAP – Associação Divinopolitana de Assistência Social. Também exerceu o cargo de presidente do Guarani Esporte Clube de Divinópolis (1961 a 1964) e foi sócio-fundador da Cooperativa Agropecuária de Divinópolis (MG), do Lions Clube Pioneiro e do Sindicato Rural de Divinópolis. Entre os diversos prêmios e distinções que recebeu, destacam-se a de Personalidade do Ano, 1977 e 1978, conferido pela Academia de Ciências e Letras do Brasil Central, em Uberaba – MG, a Medalha de Honra da Inconfidência, 1984, conferida pelo Governo do Estado de Minas Gerais, a Medalha Santos Dumont, 1986, conferida pelo Governo do Estado de Minas Gerais, a Medalha Candidés, concedida pela Câmara Municipal de Divinópolis – MG e a Medalha do Mérito Legislativo, conferido pela Assembléia do Estado de Minas Gerais. 
Sua atuação lhe rendeu os títulos de cidadão Honorário em diversas cidades, entre elas Divinópolis, Bom Despacho, Dores do Indaiá, Pitangui, Martinho Campos, Araújos, Perdões, Estrela do Indaiá, Pimenta, Onça de Pitangui e Funilândia. Jaime Martins do Espírito Santo faleceu no dia 5 de março de 1997. Jaime Martins do Espirito Santo é também pai do Deputado Federal Jaime Martins Filho.